# کراود (میسیسیپی)
کراود (به انگلیسی: Crowder) شهرکی در ایالت میسیسیپی کشور ایالات متحده آمریکا است که جمعیت آن در سرشماری سال ۲۰۱۰ میلادی، ۷۱۲
نفر بوده‌است.